# Foule sous contrôle
Foule sous contrôle est une série de téléréalité américaine, diffusée depuis le 24 novembre 2014 sur National Geographic Channel, animée par Daniel H. Pink, la série met en place des expériences pratiques dans le but de modifier le comportement social des participants.

## Émissions

### Saison 1 (2014)
| Numéros des épisodes | Titre original     | Titre français             | Date de diffusion aux États-Unis |
| -------------------- | ------------------ | -------------------------- | -------------------------------- |
| 01                   | Lawbreakers        | Hors la loi                | 24 novembre 2014                 |
| 02                   | Lazy Nation        | Une foule paresseuse       | 24 novembre 2014                 |
| 03                   | Travel Tricks      | Voyages : trucs et astuces | 1er décembre 2014                |
| 04                   | Anger Management   | La gestion de la colère    | 1er décembre 2014                |
| 05                   | Dirty Deeds        | Les sales manies           | 8 décembre 2014                  |
| 06                   | Selfishness        | L'égoïsme                  | 8 décembre 2014                  |
| 07                   | Money              | Le rapport à l'argent      | 15 décembre 2014                 |
| 08                   | Feet First         | Un pas en avant            | 15 décembre 2014                 |
| 09                   | Time Flies         | Le temps passe vite        | 15 décembre 2014                 |
| 10                   | Food for Thought   | Matière à réflexion        | 15 décembre 2014                 |
| 11                   | Do the Right Thing | La bonne attitude          | 15 décembre 2014                 |
| 12                   | Top Takeaways      | Ventes à emporter          | 15 décembre 2014                 |